# EL/M-2075

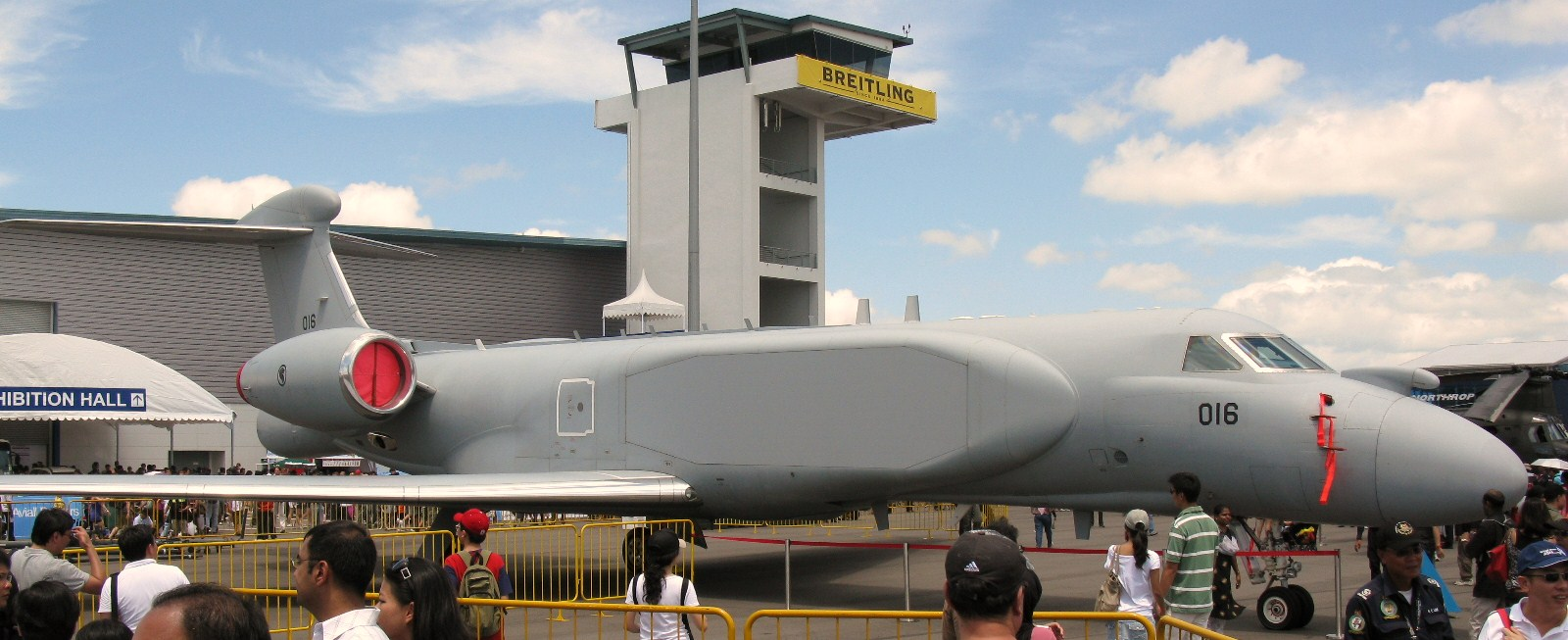
싱가포르 에어쇼 2010에 공개된 싱가포르 공군의 G550 CAEW

EL/M-2075 팔콘은 이스라엘 IAI와 엘타가 제작한 조기경보기 레이더 시스템이다. 주된 사용목적은 정보를 제공하여 제공권의 유지와 정찰을 수행하는 것이다. 전미과학자연맹은 1999년과 2008년 기사에서, EL/M-2075 팔콘이 현재 세계 최고의 시스템이라고 기술했다. 팔콘은 현재 이스라엘, 인도, 중국, 싱가포르의 4개국에서 사용중이다. EL/W-2085에 이어, 2016년 기준으로 EL/W-2090이 최신형이다.

## 디자인과 성능

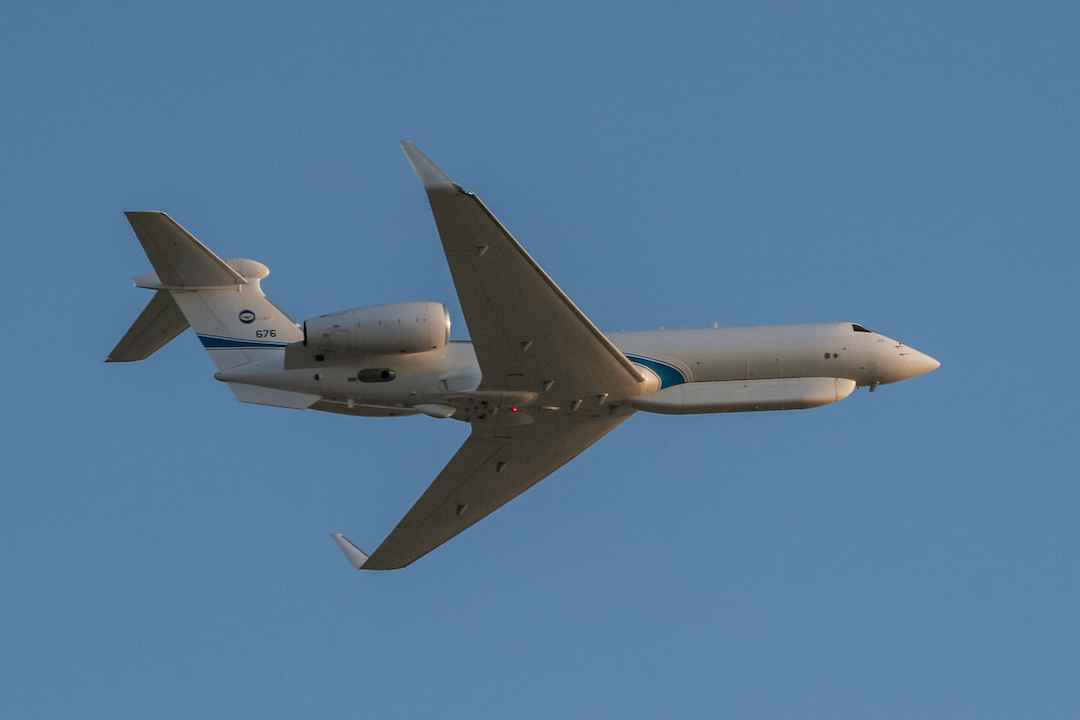
Previous version of IAF Gulfstream G500 Eitam

EL/M-2075은 고체소자 L밴드 AESA 레이다이다. 팔콘은 6개의 위상배열소자를 사용한다. 동체 좌우면에 각각 2개씩 4개, 기수에 1개, 꼬리날개에 1개. 각 부위는 768개의 액체냉각식, 고체소자의 송수신모듈로 구성되어 있다.
AESA 레이다는 랜덤으로 선택된 주파수로 매우 짧게 송수신하고 주파수를 변경하기 때문에, 적의 피탐지레이다가 알아채지 못하며, 적의 전자방해도 어렵게 한다. 370 km 떨어진 100개의 목표물이 동시에 추적된다. 동시에, 12개 이상의 공대공 미사일 또는 공대지 미사일을 유도한다.
20-40초마다 목표물의 위치를 업데이트하는 기존의 돔형 조기경보기와 달리, 팔콘의 AESA 레이다는 2-4초마다 목표물의 위치를 업데이트한다.

### 플랫폼
팔콘 레이다 시스템은 보잉 707, 보잉 767, 보잉 747, 에어버스 시리즈, 걸프스트림 G550, 일류신 Il-76 등 다양한 비행기에 설치할 수 있다. 1989년 칠레와 계약하여, LanChile 보잉 707 여객기로 사용되던 것에 팔콘 시스템을 설치했다. 1993년 초도비행하여, 1994년 5월 칠레 공군에 인도되었다. 콘도르라고 불렀다.

## 판매
이스라엘 공군은 3대의 걸프스트림 G550 비행기를 구매했다. 새로운 조기경보 레이다 시스템이 장착될 것이다. 시스템은 Eitam으로 불린다. 2007년, 4대의 비슷한 G550-Phalcon 비행기가 싱가포르에 수출되었다. 업그레이드된 E-2C Hawkeyes를 대체하게 될 것이다. 4대는 2010년까지 모두 인도될 예정이다.
중국이 팔콘 시스템을 탑재한 러시아산 A-50 메인스테이 조기경보기를 2000년에 구매했다. 그러나 미국의 반대로 계약이 취소되었다. 독자개발하여 KJ-2000을 만들었는데, 서방당국은 A-50 메인스테이 조기경보기라고 보고 있다.
2004년 3월 이스라엘은 인도에 3대의 팔콘을 판매하는 11억 달러어치의 계약을 성사시켰다. 인도는 별도 계약으로 러시아에서 5억달러를 주고 3대의 Il-76 비행기를 수입했다. 러시아에서 비행기 인도가 지연되어, 팔콘 조기경보기의 인도가 지연되었다. 2008년 6월 추가로 3대가 더 계약되될 것 같다는 언론의 보도가 있었다. 인도는 2009년 5월 25일 1호기를 인도받았다. 이스라엘에서 8시간 동안 비행하여 Gujarat에 위치한 Jamnagar 공군기지에 착륙했다. Il-76 비행기에 팔콘 시스템을 탑재한 조기경보기를 A-50 메인스테이라고 부른다.
2006년 8월 4일, 한국의 E-X 사업에서 팔콘이 탈락하고 보잉사의 E-737이 선정되었다.

## 운용국가
- 이스라엘 - 3대의 EL/W-2085 듀얼모드 레이다("Eitam")가 걸프스트림 G550에 장착되어 사용중이다. 옛버전도 보잉 707에 장착되어 사용중이다.
- 인도 - 2대가 사용중. 1대를 Il-76 비행기용으로 주문함.[11] 인도 공군은 총 6대를 원하고 있다. A-50 메인스테이라고 부른다.
- 칠레 - 1대가 보잉 707에 장착되어 사용중
- 싱가포르 - 4대가 걸프스트림 G550에 장착되어 사용중. 대당 3억 7500만 달러.[12][13]
- 중국 - 5대. 중국은 KJ-2000 조기경보기가 팔콘이 아니라 국산 레이다를 탑재했다고 주장하나, 서방당국은 팔콘을 장착한 A-50 메인스테이로 보고 있다.

## 경쟁기종
- E-737